# Лукиан (пресвитер Кафар Гамалы)

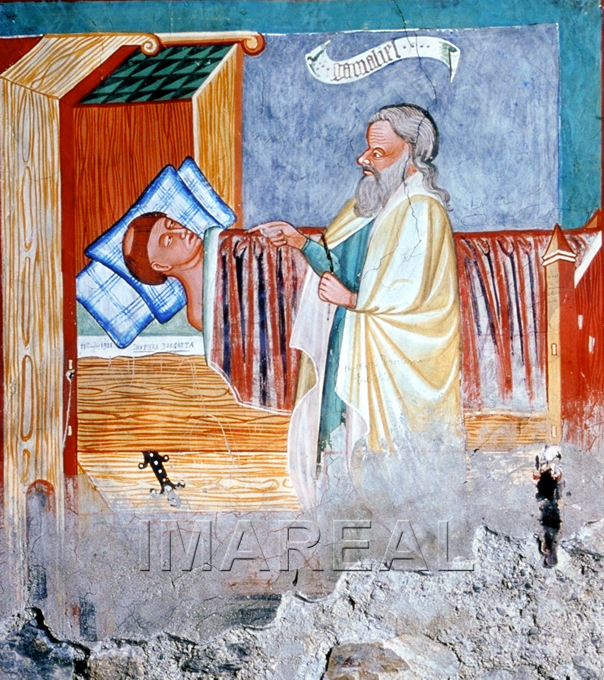
Явление во сне Гамалиила Лукиану. Фреска 1400 - 1410 годы; Morter ; Italien ; Südtirol.

Лукиа́н (лат. Lucianus; V век) — пресвитер в Кафар-Гамале, в Палестине, писатель, автор сочинения «Epistola ad omnem ecclesiam, de revelatione corporis Stephani martyris».
В 415 году, ночью во сне Лукиану явился Гамалиил, похоронивший Стефана на собственном земельном участке неподалёку от Иерусалима, в Кафар-Гамале («веси Гамалиила»). Гамалиил велел Лукиану открыть мощи Стефана, что и сделал Лукиан. При открытии могилы, как сообщает Лукиан, воздух наполнился благоуханием, словно в раю, и вокруг исцелилось от болезней и одержимости 73 человека. Лукиан написал на греческом языке  «Послание ко всем Церквам об открытии мощей мученика Стефана»., в своём послании он описал данное событие. Мощи Стефана были перенесены в Сионскую церковь в Иерусалиме, часть праха и несколько костей Лукиан передал находившемуся тогда в Палестине испанскому священнику Авиту, который перевёл Послание Лукиана на латинский язык; к Посланию Лукиана Авит написал и приложил Письмо собственного сочинения, посвященное открытию мощей. Часть мощей Авит отправил, вместе с переводом Послания Лукиана и своим Письмом, бражскому епископу Балхонию. Вёз реликвии Павел Орозий, возвращавшийся на запад после Диоспольского Собора 415 года, на котором рассматривались обвинения против Пелагия а затем издал Послание Лукиана на Западе с помощью Орозия, возвращавшийся на запад после Собора в Диосполе (Лидда, современный Лод), на котором рассматривались обвинения против Пелагия. До Браги Орозий не добрался из-за шедшей тогда в Испании войны. В результате, часть привезённых Орозием реликвий оказалась на Менорке, часть — в североафриканском городе Узалисе, а впоследствии и в нескольких соседних городах. Обладание святыми мощами для иерусалимского епископа Иоанна способствовало повышению его духовного авторитета в борьбе с пелагианами;. Орозий издал и распространил Послание Лукиана и Письмо Авита на Западе. Об этих событиях сообщает Геннадий Массилийский в 46 и 47 главе своей книги «De viris illustribus». Текст послания Лукиана на греческом языке не сохранился. Латинский перевод Послания Лукиана издан в 41 томе Patrologia Latina.